# Чемпионат Болгарии по тяжёлой атлетике 1951
Чемпионат Болгарии по тяжёлой атлетике 1951 года состоялся с 1 по 2 декабря в Софии. Атлеты были разделены на 7 весовых категорий и соревновались в троеборье (жим, рывок и толчок).

## Медалисты
| Категория   | Золото                          | Золото   | Серебро                            | Серебро  | Бронза                          | Бронза   |
| До 56 кг    | Николай Костов «Академик» София | 227,5 кг | Феликс Панайотов «Торпедо»         | 202,5 кг | Стоян Петков «Академик» София   | 195 кг   |
| До 60 кг    | Никола Фичев «Червено Знаме»    | 245 кг   | Иван Абаджиев «Академик» София     | 242,5 кг | Георгий Колев «Торпедо»         | 207,5 кг |
| До 67,5 кг  | Христо Неделчев «Червено Знаме» | 238 кг   | Любомир Градинаров «Червено Знаме» | 237,5 кг | Васил Радулов «Академик» София  | 227,5 кг |
| До 75 кг    | Иван Веселинов «Червено Знаме»  | 317,5 кг | Никола Михайлов «Академик» София   | 247,5 кг | Райчо Райчев «Академик» София   | 225 кг   |
| До 82,5 кг  | Павел Райчев «Червено Знаме»    | 322,5 кг | Владимир Савов ЦДНА                | 270 кг   | Димо Тонев «Ударник»            | 245 кг   |
| До 90 кг    | Любен Райчев «Червено Знаме»    | 285 кг   | Димитр Гюрков «Академик» София     | 265 кг   | Стойчо Стойчев «Академик» София | 262,5 кг |
| Свыше 90 кг | Любомир Цветков «Червено Знаме» | 270 кг   | Ганчо Иванов «Академик» София      | 252,5 кг | Васил Маринкин «Динамо»         | 250 кг   |